# Climax Blues Band
Climax Blues Band (ursprunglig The Climax Chicago Blues Band) är ett brittiskt blues-rock band som bildades 1968 av gitarristerna Peter Haycock och Derek Holt, keyboardisten Arthur Wood, basisten Richard Jones, trummisen George Newsome och sångaren och saxofonisten Colin Cooper. Bandets största hit var "Couldn't Get It Right" som var en topp 10 hit i både Storbritannien och USA 1977. En annan känd låt av Climax Blues Band är "I Love You" från 1981. 
Peter Haycock dog av en hjärtattack 2013.

## Diskografi (urval)
Album
- The Climax Chicago Blues Band (1969)
- Plays On (1969) (#197 på USA Billboard 200)
- A Lot of Bottle (1970)
- Tightly Knit (1970)
- Climax Blues Band (1971)
- Rich Man (1972) (#150 på USA Billboard 200)
- FM Live (1974) (#107 på USA Billboard 200)
- Sense of Direction (1974) (#37 på USA Billboard 200)
- Stamp Album (1975) (#69 på USA Billboard 200)
- Gold Plated (1976) (#27 på USA Billboard 200, #56 på UK Albums Chart)
- Shine On (1978) (#71 på USA Billboard 200)
- Real to Reel (1979) (#170 på USA Billboard 200)
- Flying the Flag (1980) (#75 på USA Billboard 200)
- Lucky for Some (1981)
- Sample and Hold (1983)
- Loosen Up 74/76 (1984)
- Drastic Steps (1988)
- Blues from the Attic (1993)
- Big Blues (2004)
- Sence Of Direction (2012)
- Live at Rockpalast (2013)

Singlar
- "Using The Power" (1975) (#110 på USA Bubbling Under Hot 100 Singles)
- "Couldn't Get It Right" (1976) (#3 USA Billboard Hot 100, #10 på UK Singles Chart)
- "Makin' Love" (1978) (#91 på USA Billboard Hot 100)
- "Gotta Have More Love" (1980) (#47 på USA Billboard Hot 100)
- "I Love You" (1981) (#12 på USA Billboard Hot 100)